# Championnat BPR
 (septembre 2022).
Pour les articles homonymes, voir BPR.
Le BPR est un ancien championnat d'endurance automobile destiné aux voitures de type Grand Tourisme. Il tient son nom des initiales de ses fondateurs ; l'allemand Jürgen Barth et les français Patrick Peter et Stéphane Ratel. 
Créé le 6 mars 1994 avec comme ambition de permettre aux gentlemen-drivers de s'exprimer, le championnat BPR a en quelque sorte été victime de son succès, puisque l'arrivée des grands constructeurs et des pilotes professionnels l'ont rapidement détourné de sa vocation d'origine. 
En 1997, le BPR est passé sous le contrôle de la FIA qui l'a rebaptisé Championnat FIA GT et en a confié l'organisation à SRO.

## Vainqueurs
| Année | Pilotes                                   | Écurie                                    |
| ----- | ----------------------------------------- | ----------------------------------------- |
| 1994  | Le championnat ne décernait pas de titre. | Le championnat ne décernait pas de titre. |
| 1995  | Thomas Bscher John Nielsen                | David Price Racing - McLaren F1 GTR       |
| 1996  | Ray Bellm James Weaver                    | GTC Competition - McLaren F1 GTR          |